# گروه همتایان

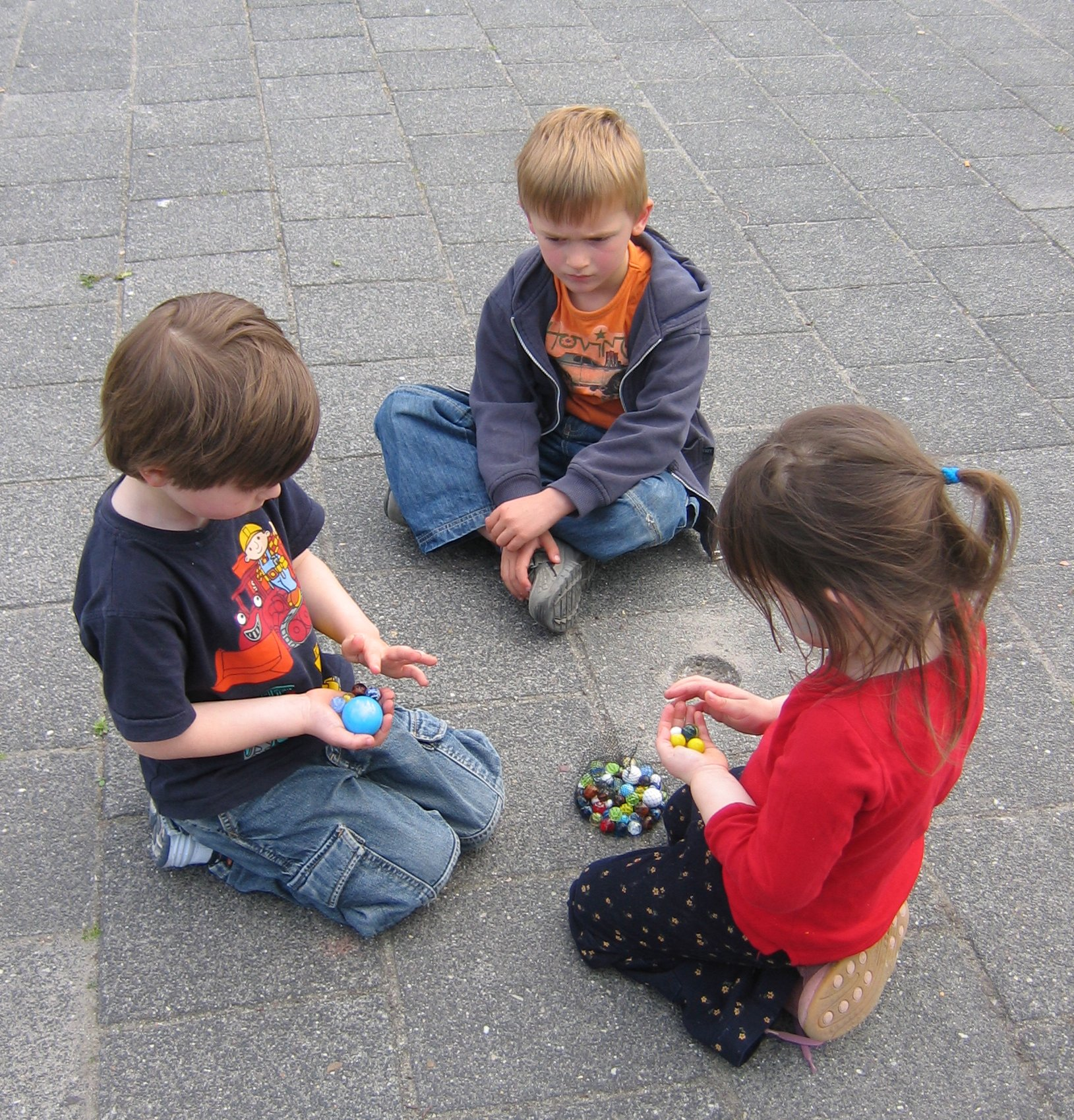
همتایان اوایل دوران کودکی درگیر باری موازی

گروه همتایان (انگلیسی: Peer group)، هم یک گروه اجتماعی و هم انواع گروه‌های اجتماعی از افرادی است که علایق (شبیه‌گزینی)، سن، پیشینه یا موقعیت اجتماعی مشابهی دارند. اعضای گروه همتایان احتمالاً بر عقاید و رفتار یکدیگر تأثیر می‌گذارند.
در دوران نوجوانی، گروه‌های همتایان با تغییرات چشمگیر روبرو می‌شوند. نوجوانان تمایل دارند زمان بیشتری را با همتایان خود بگذرانند و نظارت کمتری از بزرگسالان دارند. گروه‌های همتا احساس امنیت و هویت می‌دهند. یک مطالعه نشان داد که در طول مرحله نوجوانی، به عنوان نوجوانان، دو برابر زمانی که جوانان با والدین خود می‌گذرانند، با همتایان خود وقت می‌گذرانند. ارتباط نوجوانان نیز در این دوران تغییر می کند. آنها ترجیح می دهند در مورد مدرسه و شغل خود با والدین خود صحبت کنند و از صحبت در مورد رابطه جنسی و سایر روابط بین فردی با همتایان خود لذت می برند.